# Fuladszahr
Fuladszahr (perski: فولادشهر) – miasto w Iranie, w ostanie Isfahan. W 2006 roku miasto liczyło 55 496 mieszkańców w 13 822 rodzinach.